# Lili Gräf
Lili Gräf (* 14. März 1897 als Elisabeth Gräf in Wolfenbüttel; † 13. März 1975 in Eutin) war eine deutsche Künstlerin und Bildhauerin.

## Leben
Von 1916 bis 1918 studierte sie Bildhauerei an der großherzoglich sächsischen Hochschule für bildende Kunst in Weimar bei Richard Engelmann. In den Jahren 1918/19 studierte sie in München beim Bildhauer und Medailleur Hans Schwegerle und schließlich von 1919 bis 1923 am staatlichen Bauhaus in Weimar Holzbildhauerei bei Gerhard Marcks. Neben freiberuflicher Tätigkeit als Künstlerin lehrte sie von 1941 bis 1944 als Kunsterzieherin an der Hermann-Lietz-Schule in Grovesmühle/Harz, in den Jahren 1946 bis 1948 als Schnitzmeisterin an den Bayerischen Kunstwerkstätten in Baiersdorf und schließlich von 1952 bis 1970 wieder als Kunsterzieherin am Gymnasium Marienberg in Neuss. Gräf war Mitglied im Reichsverband bildender Künstler und im Verein Berliner Künstlerinnen.
In der deutschen Kunstarchiv existieren mehrere Porträts und Fotografien, die die Künstlerin im Atelier zeigen.
Zu ihren Werken gehören Büsten, Plaketten und Statuen. Die Bildhauerin arbeitete überwiegend mit den Materialien Holz, Ton und Zement, auch einige Lithografien sind bekannt.
Auf der Großen Deutschen Kunstausstellung in München 1939 wurde ein von Lili Gräf geschaffener Porträtkopf von Dr. Peter Raabe aus Bronze ausgestellt.
2019 wurden Arbeiten der Bauhaus-Schülerin Lili Gräf in der Sonderausstellung „Bildhauerinnen“, einem Projekt der Bremer Museen Böttcherstrasse, des Gerhard-Marcks-Hauses und der Städtischen Museen Heilbronn, gezeigt.